# El caballero Don Quijote
El caballero Don Quijote es una película dirigida y escrita por Manuel Gutiérrez Aragón basado en la segunda parte de la novela Don Quijote de la Mancha. Puede ser considerada como la continuación de El Quijote de Miguel de Cervantes también dirigida por Manuel Gutiérrez Aragón. Los personajes principales son interpretados por Juan Luis Galiardo y Carlos Iglesias.

## Sinopsis
Tras saber que el Turco baja por la costa con una peligrosa armada, don Alonso Quijano, el caballero don Quijote de la Mancha, saldrá, una vez más, y con la oposición de su sobrina y de su ama, a una nueva batalla que empezará en la Mancha y terminará en la costa. Vestido con su armadura de estilo renacentista, bastante anticuada para la época 1615, el "loco" caballero andante del que todos se burlan emprenderá sus aventuras con su fiel escudero. El miedoso Sancho Panza, que incita y halaga los combates imaginarios del hidalgo, decide partir con este para apoyarle, como siempre en sus empresas. Sancho también espera recibir la recompensa de transformarse en gobernador de una isla, una antigua promesa que le fue hecha por don Quijote. Pero su amo ya tiene muy claro cuál es la prioridad de sus batallas: deshacer el hechizo de su amada, la imaginaria Dulcinea, a quien jamás ha visto. Para ello irá a la cueva negra a encontrarse con el mago Montesinos.

## Palmarés cinematográfico
XVII edición de los Premios Goya
| Categoría                 | Persona                 | Resultado |
| ------------------------- | ----------------------- | --------- |
| Mejor actor protagonista  | Juan Luis Galiardo      | Nominado  |
| Mejor actor revelación    | Carlos Iglesias         | Nominado  |
| Mejor guion adaptado      | Manuel Gutiérrez Aragón | Nominado  |
| Mejor fotografía          | José Luis Alcaine       | Ganador   |
| Mejor dirección artística | Félix Murcia            | Nominado  |

Premios ACE (Nueva York)
| Categoría   | Persona            | Resultado |
| ----------- | ------------------ | --------- |
| Mejor actor | Juan Luis Galiardo | Ganador   |

Medallas del Círculo de Escritores Cinematográficos
| Categoría            | Persona                 | Resultado |
| -------------------- | ----------------------- | --------- |
| Mejor actor          | Juan Luis Galiardo      | Nominado  |
| Mejor guion adaptado | Manuel Gutiérrez Aragón | Nominado  |
| Mejor fotografía     | José Luis Alcaine       | Nominado  |

## Reparto
| Intérprete                  | Personaje                     |
| --------------------------- | ----------------------------- |
| Juan Luis Galiardo          | Quijote                       |
| Carlos Iglesias             | Sancho Panza                  |
| José Luis Torrijo           | Cura                          |
| Víctor Clavijo              | Barbero                       |
| Santiago Ramos              | Sansón Carrasco, el bachiller |
| Kiti Mánver                 | Ama                           |
| María Isasi                 | Sobrina                       |
| Manuel Alexandre            | Montesinos                    |
| Marta Etura                 | Dulcinea                      |
| Joaquín Hinojosa            | Duque                         |
| Emma Suárez                 | Duquesa                       |
| Juan Diego Botto            | Tosilos                       |
| José Luis Alcobendas        | Moro Diablo                   |
| Manuel Manquiña             | Merlín                        |
| Francisco Merino            | Pedro Recio                   |
| Fernando Guillén Cuervo     | Secretario                    |
| Kristel Díaz                | Jovencita Palacio del Duque   |
| Mauricio Bautista           | Alguacil 1                    |
| Jesús Noguero               | Alguacil 2                    |
| Fernando Albizu             | Sargento Mayor                |
| Balbina del Rosario         | Labradora                     |
| Max Hausmann                | Correo                        |
| Pedro Miguel Martínez       | Don Álvaro                    |
| Patricia Villena            | Hija D. Álvaro                |
| Jaime Chávarri              | Loquero                       |
| Juan Viadas                 | Falso Sancho                  |
| Andreas Muñoz               | Niño Grillo                   |
| Carmen Machi                | Teresa Panza                  |
| Ricardo Cruz Jr.            | Sanchico                      |
| Valeria Aparisi             | Sanchica                      |
| Lidia Navarro               | Belerma                       |
| Raquel Traverso             | Cortesana de Belerma 1        |
| María Beatriz López-Tapia   | Cortesana de Belerma 2        |
| María Sandra Nicas Figueroa | Cortesana de Belerma 3        |
| Vicente Colomar             |                               |
| Fernando Prados             | Jinete de caballo             |